# Historia de Anguila
El descubrimiento y bautismo de la isla de Anguila es incierto, algunos reclaman que fue avistada por Cristóbal Colón, otros lo acreditan al explorador francés René Goulaine de Laudonnière durante su viaje en 1564-1565. Anguila fue colonizada por ingleses provenientes de San Cristóbal en 1650.
La isla de Anguila fue administrada por el Reino Unido hasta principios del siglo XIX, cuando la isla fue pasada a la administración de San Cristóbal y Nieves contra el deseo de los habitantes de Anguila. La isla era muy pobre y sus habitantes consideraban que estaban discriminados en materia de inversiones. Desde entonces, en varias ocasiones, Anguila trató de separarse, culminando sus esfuerzos en el referendo de separación celebrado el 11 de julio de 1967, ganado por los separatistas por 1813 votos contra 5. En una situación de creciente tensión, en la cual el gobierno británico se opuso a la separación, finalmente el 19 de marzo de 1969, tropas británicas ocuparon la isla, junto a cuarenta agentes del Scotland Yard, situación que se mantuvo hasta el 15 de septiembre.
Finalmente en 1971, se consiguió aprobar la legislación denominada Anguilla Bill por lo que la isla pasó a ser administrada por el Reino Unido, junto a un Consejo de la Isla. En 1976 pasó a ser oficialmente dependencia británica con autonomía administrativa, con lo que se conseguía el objetivo por el que desde los años sesenta había estado luchando el líder del Consejo de la Isla, Ronald Webster, de separarse de San Cristóbal y Nieves. La separación se consolida en 1980 al romperse formalmente los últimos lazos.